# 笠原敏郎
笠原 敏郎（かさはら としろう、1882年6月16日 - 1969年6月9日）は日本の都市計画家、内務官僚。工学博士（東京帝国大学）。
大正9年施行の都市計画法、市街地建築物法(現・建築基準法）の制定に尽力。戦前は満州国建築局長や日本大学などで教職につくほか、都市計画や営繕事業を主導する。戦後はまた建築法規の作成に貢献した。

## 経歴
新潟県南蒲原郡加茂町（現・加茂市）生まれ。1907年、東京帝国大学工科大学建築学科卒。卒業後、横河民輔率いる横河工務所に勤務後、陸軍技師を経て警視庁技師建設課長(1915年まで)。保安部の工場課勤務。当時の警視庁舎は現在の第一生命ビル(帝劇の南隣)のところに赤煉瓦造りの三階建建物であった。明治も終わり大正の初期頃は保安行政で新しい科学技術導入と建築申請の件で、笠原をはじめ竹内六蔵や伊部貞吉といった新進気鋭の工学士が警視庁の技師として赴任。
その頃、明治の当初より実施されてきた市区改正行政が曲り角に突き当り、欧米並の都市計画を当時内務大臣であった後藤新平が自ら都市計画中央委員会の委員長となり、都市問題に関し、広く多くの周知を集め構想を練り討議する場 設立し、同時に大導力強く要請されていた。このため都市計画法制の準備のために1918年、内務省に都市計画課が設置された際に、内務省に転じる。旧都市計画法、市街地建築物法の立案に参画した。
1922年、内務省都市計画局第二技術課長となり、同年から早稲田大学非常勤講師。都市計画の講義を担当。また一方で1924年に竣工する石川県庁舎を矢橋賢吉と共に手掛けている。
しばらくして、都市問題に関し、広く多くの周知を集臣官房都市計画課という新しい組織を内務省のなかに誕生せしめた。笠原もまたこの新しい機構のなかに迎えられた。これは当時建築学会内の委員会のなかで、すでに内田祥三達と共に欧米各国の都市計画と建築法規等について幾多の資料を集め研究を積んでいたので、初代の課長池田宏(後藤新平の側近の一人)のよき頭脳の一人として、若い研究意欲の発散の場としてこの新組織のなかで調査研究に活躍。ここには当時帝大出の秀才である法学士·工学士がどしどし採用。彼等から拝聴する都市計画に関する知識や術語はすべてで当時珍しい響きを与えるものばかりであったという。都市計画課でその頃各国の建築規制と地域制(ニューヨーク市のビルディングコート、ミズリー州セントルイス市の地域制あるいは建築線法を主幹としたフランクフルト・アムマインの地域制等)の調査研究を進め、これに随伴して丸善から関係図書が続々と集められていた。
このようにして、漸次都市計画的気運が盛り上りつつあった頃、後藤新平の発想で池田宏促進役という形で、国会議事堂を中心とした官庁街の総合計画と東京駅八重洲口へのアプローチとしての再開発計画が強く打ち出されていた。
笠原および内田達は1851年のシカゴ大火復興計画の基礎をなした土地の超過収用の応用を企図して土地建物の評価などの問題の具体的調査研究が推進された。
その後関東大震災後の帝都復興事業を実行すべく、1924年から1930年まで復興局建築部長をつとめた。その間の1928年、工学博士、1929年、日本大学旧工学部教授に就任。以前からの各国のシビックセンタやエクセス コンデムネーションといった貴重な研究成果が関東大震火災に対する帝都復興計画の根幹になることとなる。
1930年、世界都市計画会議のため日本代表として出席。1936年、欧州各国視察。笠原は日本最初の建築法規(市街地建築物法)の創案者であることが知られているが、この法律が国会を通過したのを機会に、吉村事務官および大阪からの直木倫太郎等と共に第一回の国際住宅並びに都市計画会議への出席をかねて欧米の都市計画視察の旅に出たのである。
この間内田はその留守居をあずかったが、佐野利器が建築学会の会長であった頃、内田とコンビを組み今日の学会隆盛の基礎を据えたといわれている。
1936年から1943年までは、満州国にわたり同国営繕需品局長、のち建築局長。
1943年帰国し、ふたたび日本大学で教鞭をとる。以後、東京都都市計画審議会委員、に関する調査委員会委員長などを勤める。1947年日本大学退職、名誉教授。
1955年には、日本都市計画学会会長をつとめた。墓所は多磨霊園。

## 人物
口数は少ないが常に冷徹な科学者的態度を失なわず難い威厳を備えていた。従って倫理性の高い教育者としての性質も充分備えていたというのが一般的評価であった。このことは堅実なアプローチで"石橋をたたいて渡らない男"でトゲのない人柄であるという代名詞で、事実このような人柄であったので、
帝都復興事業のなかで無疵に終始することができ、とかく事件が多いなか終始一貫、清廉潔白型で廉恥を重んじる教育者であった。逆に公平無私で派手なことは好まない地味な内輪で、外面的には消極形と誤解されやすいところがあったという。

## 栄典
- 1930年（昭和5年）12月5日 - 帝都復興記念章[1]

## 著作
- 『都市計画』高等建築学 25 常磐書房1933,
- 『建築法規』岩波書店1935.
- 『建築物法概説』市川清志共著 相模書房1972